# Agia Pelagia
Agia Pelagia (en grec transliterat: Ayía Pelayía, Santa Marina o Santa Margarida)  és un petit poble pesquer i de platja situat a l'àrea central de la costa nord de l'illa de Creta, Grècia, en la unitat perifèrica d'Iràklio. Pertany a la unitat municipal de Gazi i al municipi de Malevizi.

## Descripció
Se situa en una badia aproximadament semicircular, on els turons costaners formen una espècie d'amfiteatre, a 14 km al nord-oest de Gazi i a 23 km al nord-oest de la capital de l'illa, Càndia. Més que un llogaret pròpiament dit, Agia Pelagia designa un conjunt de llogarets i platges, el nucli principal de les quals se situa al costat de la platja de la major de les badies de la zona. La badia està abrigada dels vents del nord que predominen a l'àrea pel Cap Suda (no confongueu amb Suda de prop de Khanià), situat al nord de la platja.
Els habitants d'Agia Pelagiaocals viuen sobretot del turisme i l'agricultura.

## Monestir i romiatge d'Agia Pelagia
El topònim es deu al monestir homònim Moni Agia Pelagia (35° 24′ 29″ N, 25° 0′ 27″ E / 35.40806°N,25.00750°E)  dependent del Monestir de Sabbathiana, situat a un quilòmetre a l'oest del llogaret, al costat de Xirokampos, a la vora d'un rierol que desemboca a la platja d'Agia Pelagia. El monestir ja no està habitat, però l'església encara funciona. El van construir en el segle xiii; en fou un dels més importants del període venecià, i el van esmentar alguns viatgers.
L'arquitectura del monestir és poc usual, perquè les cel·les estan unides a l'església i no pas al seu voltant. A prop del monestir hi ha un celler en què es feia vi, i forats en la roca que eren usats com a graners pels monjos.
La festa d'Agia Pelagia (Santa Marina o Margarida d'Antioquia), el 8 d'octubre, era important per als venecians, i es va instituir al 1519. Fins a mitjan segle xx acudien al romiatge d'Agia Pelagia milers de persones de tota Creta i de l'Egeu. Les festivitats es prolongaven fins al 20 d'octubre. Com que l'àrea era de difícil accés fins fa unes dècades, molts dels pelegrins arribaven amb vaixells provinents de Càndia.
Santa Marina és també adorada en la Cova-santuari d'Evresi en què, segons la llegenda autòctona, es va trobar la icona d'Agia Pelagia (Santa Marina), que va donar origen al monestir. La cova és a l'extrem de la platja al costat del Cap de Souda. Durant les festes de la santa, centenars de persones es cobreixen les mans, peus o cames amb arena mentre assisteixen a la litúrgia en la cova, perquè es creu que l'arena té poders curatius.

## Altres monestirs
A Ligaria va existir un altre monestir, Moni Panagia Deligara (o Ligaria o Ligariotissa, a 35°23′49″N 25º 1'46´´E) que s'esmenta en un document del 1610. El monestir ja no existeix, al seu lloc hi ha una església de construcció relativament recent, també dedicada a Panagia (Nostra Senyora), que conserva a dins l'únic vestigi de l'antic monestir: un arc de reforç (sfendonio).

## Història

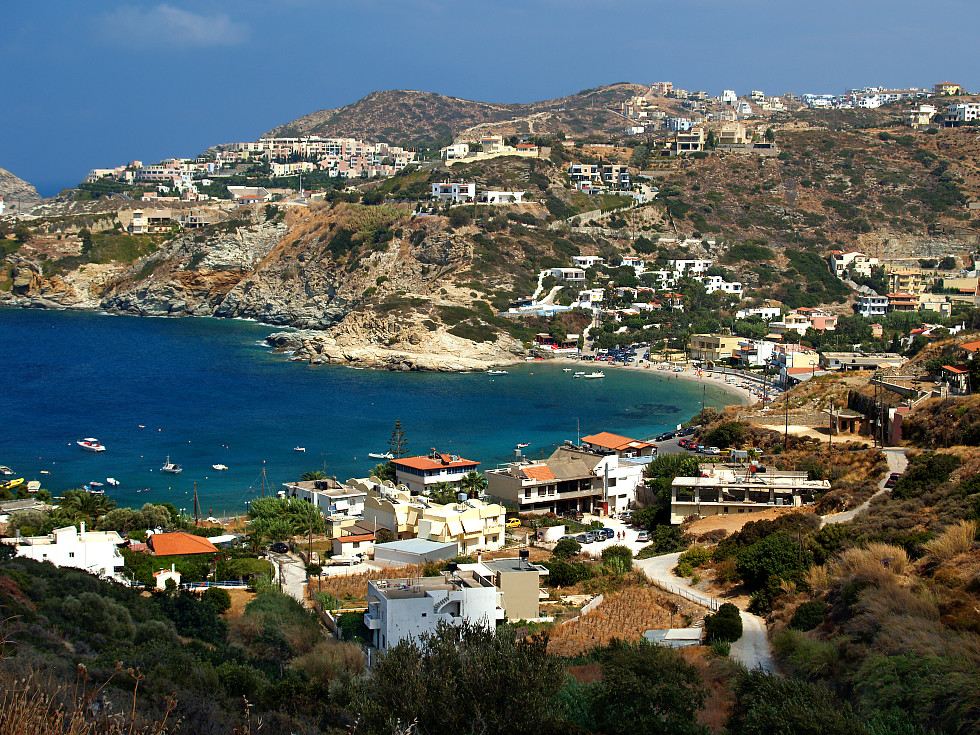
La badia de Ligaria, al sud-est d'Agia Pelagia, vista d'oest a est

On és el llogaret hi havia una antiga ciutat minoica, habitada des del c. 2000 ae. S'hi han trobat vestigis datats d'entre els 1700 ae i 1300 ae, quan els habitants mantenien relacions amb Festos, Cnossos i les Cíclades. La ciutat es va incendiar el c. 1200 ae, però va fou rehabitada més tard.
Les troballes arqueològiques en el cap Suda, a prop de la cova d'Evresi, Arthur Evans les va considerar les més ben preservades d'un port minoic. Moltes de les ceràmiques recollides a Agia Pelagia es troben ara traslladades al Museu Ashmolean d'Oxford, a Anglaterra. Després de les excavacions d'Evans, el 1979, s'hi van iniciar noves excavacions. Abans, al 1970, es descobriren a Kladistos (o Kladotos) tombes postminoiques i l'anomenada "universitat" o pritaneu (seu del govern de la ciutat, en què funcionava l'assemblea de la ciutat i l'acadèmia, edifici decorat amb franges roges i grogues i sòls blancs). Per a alguns acadèmics, aquestes ruïnes sustenten la hipòtesi que l'antiga ciutat d'Apol·lònia (en grec: Ἀπολλωνία) era al cap de Suda, tot i que les ruïnes també poden ser de Panormos. Apol·lònia fou una ciutat important durant el període hel·lenístic (mitjan segle iv ae), i fou destruïda al 171 ae, durant un feroç atac dels antics aliats de Cidònia.
Els vestigis més importants cobreixen una àrea extensa i inclouen grans dipòsits d'aigua (per a proveïment de vaixells), un aqüeducte romà, tombes amb inscripcions, un alberg, torres i fortificacions. Les ruïnes s'han excavat només parcialment i estan en part cobertes de vegetació. A la rodalia aparegueren altres troballes, com ara peces de ceràmica, monedes de coure de diferents ciutats (Gortina, Axos, Arcàdia, etc.), monedes d'Apol·lònia (amb l'efígie d'Apol·lo i una palma), urnes, vi i estris relacionats amb la producció d'olives. Es pensa que les pedres semiprecioses usades en la fabricació d'objectes actualment en exposició en el Museu Arqueològic de Càndia provenen de l'àrea d'Agia Pelagia.
Durant el període venecià, Agia Pelagia fou un dels ports més importants de la zona. Durant el setge otomà de Càndia (Iràklio), s'utilitzà per a proporcionar ajuda als assetjats. Després de la conquesta otomana, els turcs van construir un fort, del qual no hi ha vestigis actualment. Va ser a Agia Pelagia on el cèlebre vaixell Arkadi va ancorar durant la Revolta de Creta del 1866-1869 per a subministrar municions als rebels.
A finals del 1965, Agia Pelagia era poc més que un petit port, en què es carregava fusta i carbó destinats a Càndia. En aquest any va aparéixer algú per a comprar terres als autòctons, a 5 dracmes el metre quadrat, al qual va seguir algú altre que oferia el doble d'aquest valor. Això feu començar el desenvolupament turístic i l'explotació immobiliària no sostinguda de la zona.